# المكراب (الضليعة)

تعديل مصدري - تعديل

المكراب  هي إحدى قرى عزلة الضليعة بمديرية الضليعة التابعة لمحافظة حضرموت، بلغ تعداد سكانها  118 نسمة  حسب تعداد اليمن لعام 2004.